# New romantic

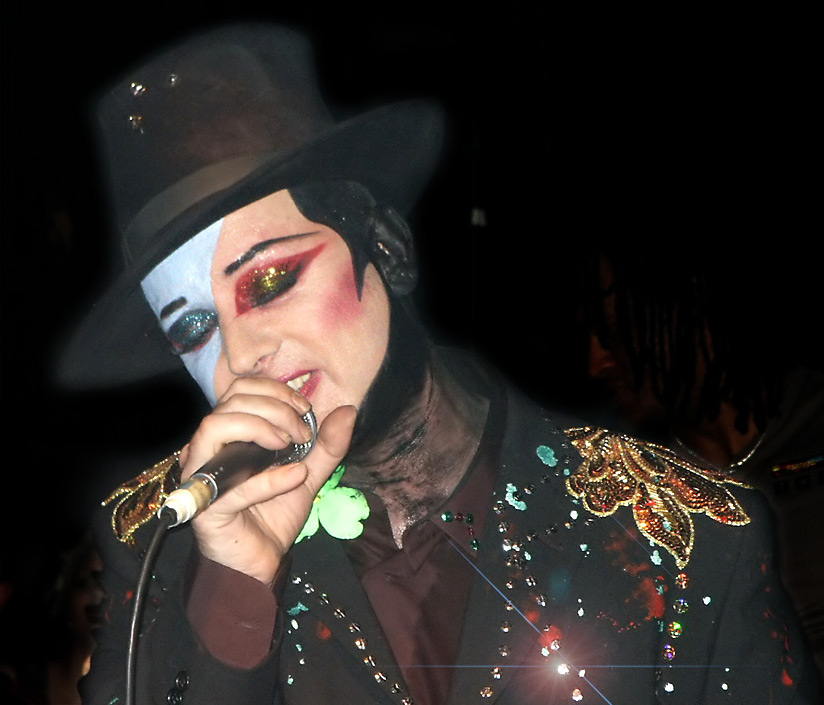
Boy George (Culture Club) z nurtu new romantic w Londynie (2001)

New romantic – nurt w muzyce nowofalowej, powstały w Wielkiej Brytanii pod koniec lat 70. XX w., którego największa popularność przypadła na początek lat 80. XX w.

## Charakterystyka
Charakterystyczną cechą muzyki new romantic było szerokie wykorzystanie instrumentów elektronicznych, a w szczególności syntezatorów, co ściśle wiązało ten nurt z synth popem. Muzykę i tekst w utworach charakteryzował specyficzny romantyczny nastrój. Nowoczesne i bogate w przestrzenne efekty brzmienie sprawiało, że noworomantyczne utwory chętnie były wykorzystywane w dyskotekach.
Nurtowi new romantic towarzyszyła specyficzna moda na makijaże i ekstrawaganckie ubrania, często odnoszące się do epoki romantyzmu, a także m.in. konstruktywizmu, kabaretu lat 30. XX w. i dawnego Hollywood. Inspiracją dla przedstawicieli new romantic były też twórczość i wizerunek artystów glam rockowych, takich jak David Bowie czy Bryan Ferry z zespołu Roxy Music. Noworomantyczne kreacje często cechowała androgynia i zacieranie tradycyjnych ról płci.

## Historia
Nurt został zapoczątkowany jako undergroundowa subkultura w 1978 roku w klubach nocnych w Londynie i Birmingham. W 1979 roku Steve Strange i Rusty Egan zaczęli prowadzić wtorkowe imprezy w klubie Blitz położonym w londyńskim Covent Garden, gdzie DJ-em był Egan. Wejście do klubu umożliwiał tylko surowy dress code, który wymagał od gości bardzo kreatywnego kostiumu, a selekcji przy drzwiach dokonywał sam Strange. Wkrótce powstało więcej klubów o podobnym charakterze w Londynie, a także w innych dużych miastach. W tamtym czasie Strange i Egan założyli zespół Visage, w którego składzie byli też Midge Ure i Billy Currie z grupy Ultravox. Przez pewien czas jako szatniarz w Blitz pracował Boy George, który wkrótce założył kwartet Culture Club.
W 1980 roku Steve Strange i inni bywalcy Blitz zostali zaproszeni przez Davida Bowie do wystąpienia w jego teledysku „Ashes to Ashes”, co pomogło przebić się tej subkulturze do mainstreamu. Termin „new romantic” został użyty po raz pierwszy w 1981 roku przez producenta muzycznego Richarda Jamesa Burgessa. Wcześniej w obiegu krążyły takie nazwy jak „new dandies”, „romantic rebels”, „the futurists” czy Blitz Kids.
Największa popularność nurtu przypadła na wczesne lata 80. XX w., wraz z wydaniem płyty Vienna Ultravox, której tytułowy utwór, oraz „Fade to Grey” Visage, uznawane są za kwintesencję stylu new romantic. Utworzenie MTV w 1982 roku umożliwiło wielu brytyjskim wykonawcom, takim jak Spandau Ballet, Duran Duran, Culture Club czy Eurythmics, zdominować amerykańskie listy przebojów, co określono mianem „drugiej brytyjskiej inwazji”. Wielu przedstawicieli new romantic wzięło udział w charytatywnym koncercie Live Aid w lipcu 1985. Do połowy lat 80. XX w. jednak ruch ten zaczął stopniowo tracić na popularności, a w Ameryce jak i Europie muzyka oparta na syntezatorach zaczęła być wypierana przez rocka.
W połowie lat 90. XX w. w Wielkiej Brytanii miało miejsce zainteresowanie stylem new romantic, co zapoczątkowało krótkotrwały ruch o nazwie „romantic modernism” promowany przez pismo Melody Maker. Nie wywarł on jednak znaczącego wpływu na listy przebojów. W kolejnych latach nurt new romantic posłużył jako inspiracja dla twórczości m.in. La Roux.

## Artyści new romantic
- ABC
- Adam and the Ants
- Classix Nouveaux
- Culture Club i Boy George
- Depeche Mode
- Duran Duran
- Heaven 17
- The Human League
- Japan
- Soft Cell
- Spandau Ballet
- Talk Talk
- Ultravox
- Visage i Steve Strange
- Yazoo